# Latrodectus mirabilis
Latrodectus mirabilis là một loài nhện trong họ Theridiidae.